# العلاقات البوتسوانية الجنوب سودانية
العلاقات البوتسوانية الجنوب سودانية هي العلاقات الثنائية التي تجمع بين بوتسوانا وجنوب السودان.

## مقارنة بين البلدين
هذه مقارنة عامة ومرجعية للدولتين:
| وجه المقارنة                                              | بوتسوانا                       | جنوب السودان                  |
| --------------------------------------------------------- | ------------------------------ | ----------------------------- |
| المساحة (كم2)                                             | 581.74 ألف                     | 619.75 ألف                    |
| عدد السكان (نسمة)                                         | 2.29 مليون                     | 12.58 مليون                   |
| الكثافة السكانية (ن./كم²)                                 | 3.94                           | 20.3                          |
| العاصمة                                                   | غابورون                        | جوبا                          |
| اللغة الرسمية                                             | لغة إنجليزية                   | لغة إنجليزية                  |
| العملة                                                    | بولا بوتسواني                  | جنيه جنوب سوداني، جنيه سوداني |
| الناتج المحلي الإجمالي (بليون دولار)                      | 17.41 مليار                    | 2.90 مليار                    |
| الناتج المحلي الإجمالي (تعادل القوة الشرائية) بليون دولار | 35.84 مليار                    | 22.88 مليار                   |
| الناتج المحلي الإجمالي الاسمي للفرد دولار أمريكي          | 6.36 ألف                       | 73                            |
| الناتج المحلي الإجمالي للفرد دولار أمريكي                 | 16.10 ألف                      | 2.02 ألف                      |
| مؤشر التنمية البشرية                                      | 0.698                          | 0.467                         |
| رمز المكالمات الدولي                                      | +267                           | +211                          |
| رمز الإنترنت                                              | .bw                            | .ss                           |
| المنطقة الزمنية                                           | ت ع م+02:00، توقيت وسط إفريقيا | ت ع م+03:00                   |

## منظمات دولية مشتركة
يشترك البلدان في عضوية مجموعة من المنظمات الدولية، منها:
| علم المنظمة | اسم المنظمة                               | تاريخ انضمام بوتسوانا | تاريخ انضمام جنوب السودان |
| ----------- | ----------------------------------------- | --------------------- | ------------------------- |
|             | مؤسسة التنمية الدولية                     | 24 يوليو 1968         | 18 أبريل 2012             |
|             | يونسكو                                    | 16 يناير 1980         | 27 أكتوبر 2011            |
|             | وكالة ضمان الاستثمار متعدد الأطراف        | 15 مايو 1990          | 18 أبريل 2012             |
|             | الأمم المتحدة                             | 17 أكتوبر 1966        | 14 يوليو 2011             |
|             | الاتحاد البريدي العالمي                   | ?                     | ?                         |
|             | البنك الدولي للإنشاء والتعمير             | 24 يوليو 1968         | 18 أبريل 2012             |
|             | الاتحاد الدولي للاتصالات                  | 2 أبريل 1968          | 3 أكتوبر 2011             |
|             | مؤسسة التمويل الدولية                     | 23 مارس 1979          | 18 أبريل 2012             |
|             | المركز الدولي لتسوية المنازعات الاستشارية | 14 فبراير 1970        | 18 مايو 2012              |
|             | منظمة الشرطة الجنائية الدولية             | ?                     | ?                         |
|             | الاتحاد الأفريقي                          | 31 أكتوبر 1966        | ?                         |
|             | البنك الإفريقي للتنمية                    | ?                     | ?                         |

## وصلات خارجية
- موقع وزارة الخارجية البوتسوانية
- موقع وزارة الخارجية الجنوب سودانية